# Ozoporo

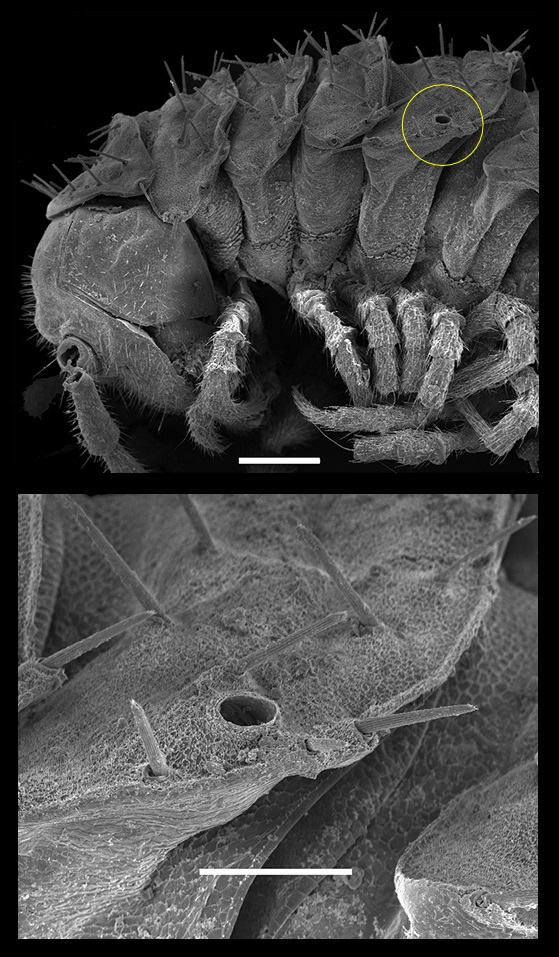
Arriba: ozoporo (señalado con un círculo) del milpiés Martensodesmus cattienensis. Abajo: imagen ampliada del ozoporo.

Un ozoporo (Del griego ozo, 'olor' y del latín porus, 'poro', 'pequeña apertura') es la abertura de una glándula defensiva presente en algunos artrópodos, como opiliones y diplópodos polidesmos. Estas glándulas son también llamadas glándulas repugnatorias o glándulas odoríferas.

## Opiliones
En los opiliones se localizan a los lados de la zona anterior del prosoma. Las secreciones del ozoporo también actúan como feromonas de alarma; este sistema defensivo se considera de mayor efectividad en Cyphophthalmi y Laniatores. Las glándulas son invaginaciones de la cutícula, consistiendo de tres capas. Aun cuando las glándulas en sí mismas no poseen musculatura, se aprecia musculatura asociada; la musculatura asociada es más elaborada en Cyphophthalmi. Eupnoi y Dyspnoi poseen la musculatura asociada más reducida.
Gran cantidad de compuestos diferentes se han encontrado en las secreciones de varios opiliones estudiados. La composición química se considera útil para el reconocimiento taxonómico. Dentro de Laniatores los opiliones de la familia  Gonyleptoidea producen benzoquinonas y fenoles alcalinizados, por su parte los de la familia Travunioidea producen mayoritariamente terpenoides. Por otra parte los de la familia Sclerosomatidae, suborden Eupnoi, secretan cadenas cortas de cetona y alcoholes, mientras que los falángidos secretan naftoquinonas.
En el suborden Cyphophthalmi, los ozoporos se encuentran localizados en conos especializados denominados ozoforas (del griego Ozo, 'olor' y Phora, 'poseer').

## Diplópodos
En los diplópodos o milpiés, los ozoporos se encuentran en los segmentos corporales y generalmente se sitúan lateralmente, aunque en los miembros del orden Glomerida están ubicados dorsalmente. En algunos miembros del orden Julida son especialmente prominentes. Estas secreciones están compuestas de sustancias químicas de naturaleza diversa, como alcaloides, benzoquinonas, fenoles, terpenos o cianuro de hidrógeno.